# Neumunster Challenger
Il Neumunster Challenger è stato un torneo professionistico di tennis giocato su campi in sintetico indoor. Faceva parte dell'ATP Challenger Series. Si giocava annualmente a Neumünster in Germania.

## Albo d'oro

### Singolare
| Anno | Campione    | Finalista        | Punteggio     |
| ---- | ----------- | ---------------- | ------------- |
| 1996 | Arne Thoms  | Jeff Salzenstein | 6–4, 6–4      |
| 1997 | Dick Norman | John van Lottum  | 6–7, 7–6, 7–6 |

### Doppio
| Anno | Campioni                            | Finalisti                        | Punteggio |
| ---- | ----------------------------------- | -------------------------------- | --------- |
| 1996 | Stephen Noteboom Fernon Wibier      | Patrick Baur Jens Knippschild    | 6–3, 6–4  |
| 1997 | John-Laffnie de Jager Chris Haggard | Lars Burgsmüller Markus Hantschk | 6–3, 6–1  |